# Keizerarend
De keizerarend (Aquila heliaca) is een vogel uit de familie van arendachtigen (Accipitridae). Sinds de afsplitsing van de in Spanje broedende Spaanse keizerarend wordt deze arend ook wel de oostelijke keizerarend genoemd.

## Uiterlijke kenmerken

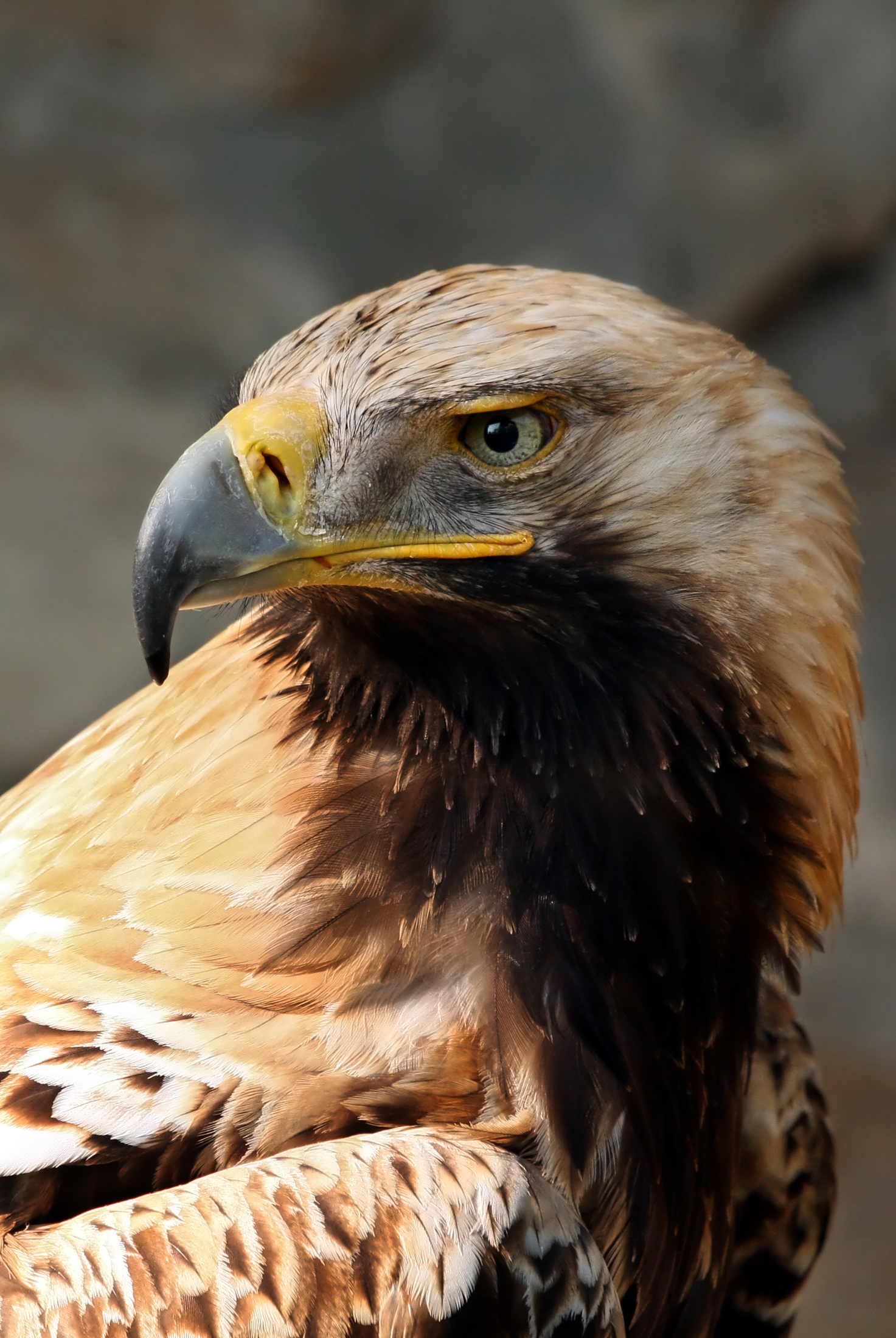
Kop van een onvolwassen keizerarend

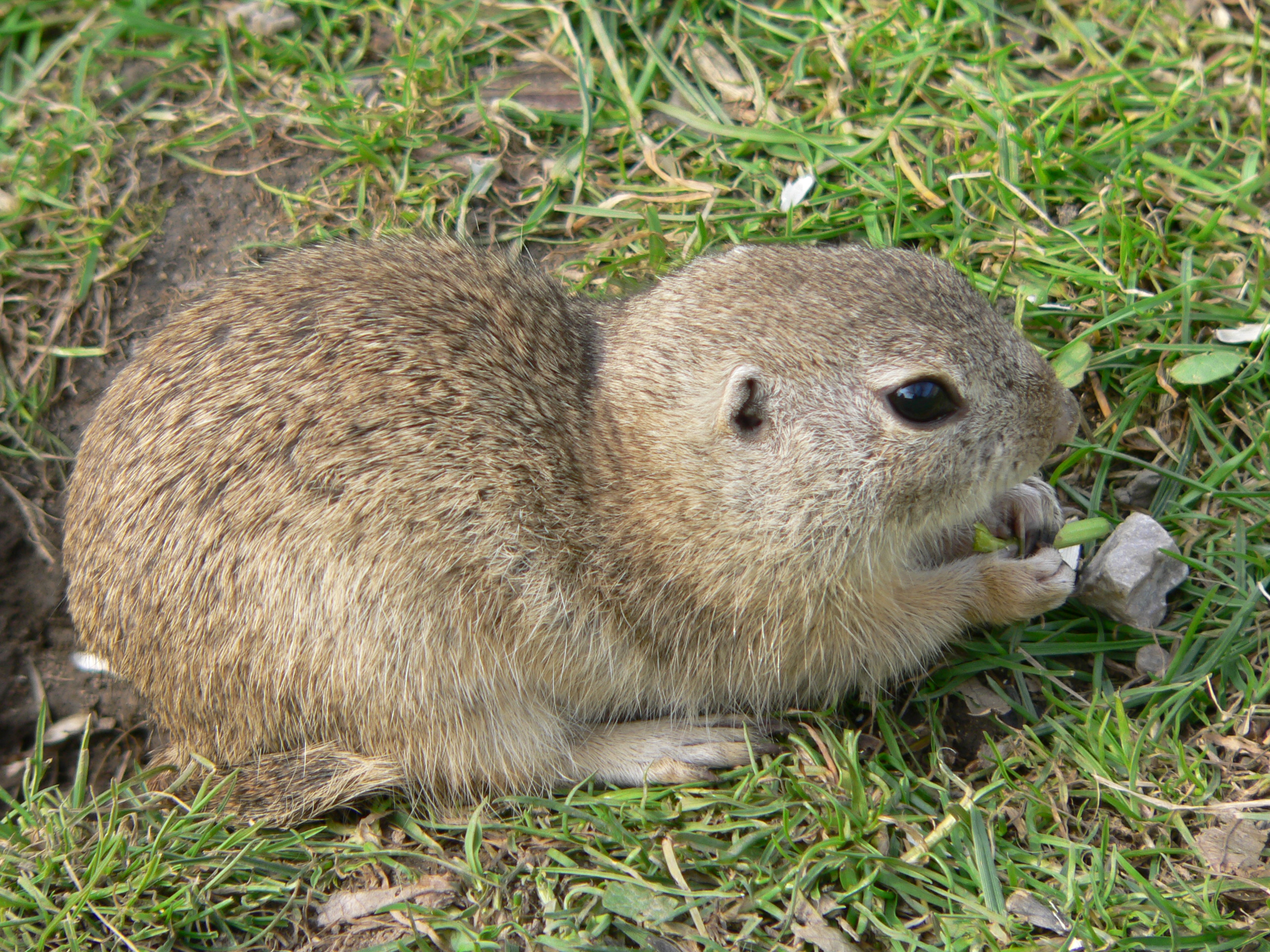
Siesel, voornaamste prooi van de keizerarend

Het is een grote arend, 70 tot 83 cm lang met een spanwijdte van 175 tot 205 cm. Een volwassen keizerarend is donkerbruin met een lichte, geelbruine kop en hals. Kenmerkend is een witte vlek op de schouder (maar niet op de vleugel zoals bij de Spaanse keizerarend). De staart is gebandeerd en heeft een brede donkere eindband. Een keizerarend is pas volwassen na vijf jaar. In de verschillende "jeugdkleden" lijkt deze arend op vergelijkbare stadia van de steenarend. Gemiddeld heeft de keizerarend een kortere staart.

## Verspreiding en leefgebied
Keizerarenden broeden van Zuidoost-Europa tot aan Mongolië en overwinteren van het Nijldal en streken in Zuid- en Oost-Azië.
Het leefgebied bestaat uit open agrarisch landschap met boomgroepen afgewisseld door steppegebieden in laagland. Door vervolging is deze arend in het oosten van zijn verspreidingsgebied teruggedrongen tot berggebieden tot op 1000 m boven de zeespiegel met montaan bos.

### Voorkomen in Nederland

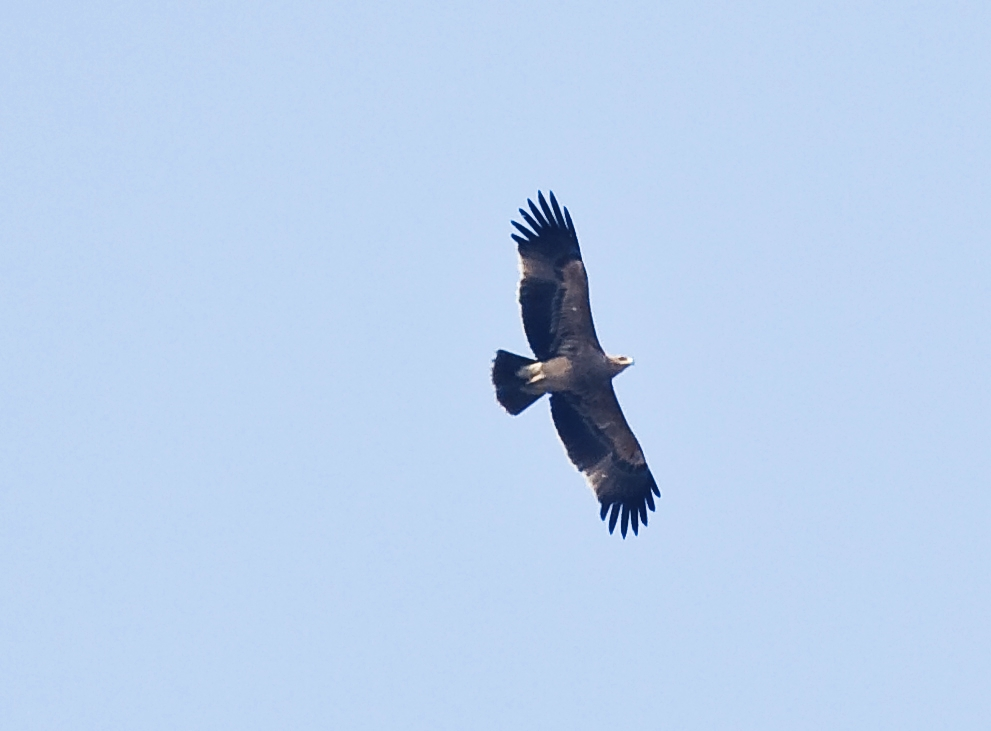
Vliegende onvolwassen keizerarend

De keizerarend is in 1970 afgevoerd van de lijst van in Nederland voorkomende soorten en tussen 1970 en 1997 zijn er geen aanvaarde waarnemingen gemeld. In 2005 kon de keizerarend toch weer worden toegevoegd aan de lijst van zeer zeldzame dwaalgasten. In oktober 2017 werd hij weer gesignaleerd op Nederlands grondgebied: een exemplaar werd eerst gespot in Noord-Brabant en later vloog het rond boven de Kop van Overijssel. Tijdens zeer warm weer in juni 2023 werd in Nederland een keizerarend gespot.

### Voorkomen in België
Op 12 april 2020 werd de keizerarend gezien boven Oost- en West-Vlaanderen, met name Heule en ook Langemark. Het ging hem om een dier van ongeveer vijf jaar. Men kon echter niet determineren of het om een oostelijke of een Spaanse keizerarend ging.

## Status
De grootte van de populatie wordt geschat op 2.500 tot 10.000 broedparen, waarvan 1800 tot 2200 in Europa. De keizerarend gaat in aantal achteruit door veranderingen in het leefgebied. Rationeel bosbeheer in berggebieden leidt tot het verdwijnen van grote, oude bomen. Hetzelfde gebeurt in het laagland als de landbouw intensiever wordt bedreven, waardoor ook het bestand aan prooidieren, zoals de siesel afneemt. Daarnaast sterven vogels door botsingen met elektriciteitsdraden en bestaat er illegale jacht en handel in deze grote roofvogels. Om deze redenen staat de keizerarend als kwetsbaar op de Rode Lijst van de IUCN.

## Galerij

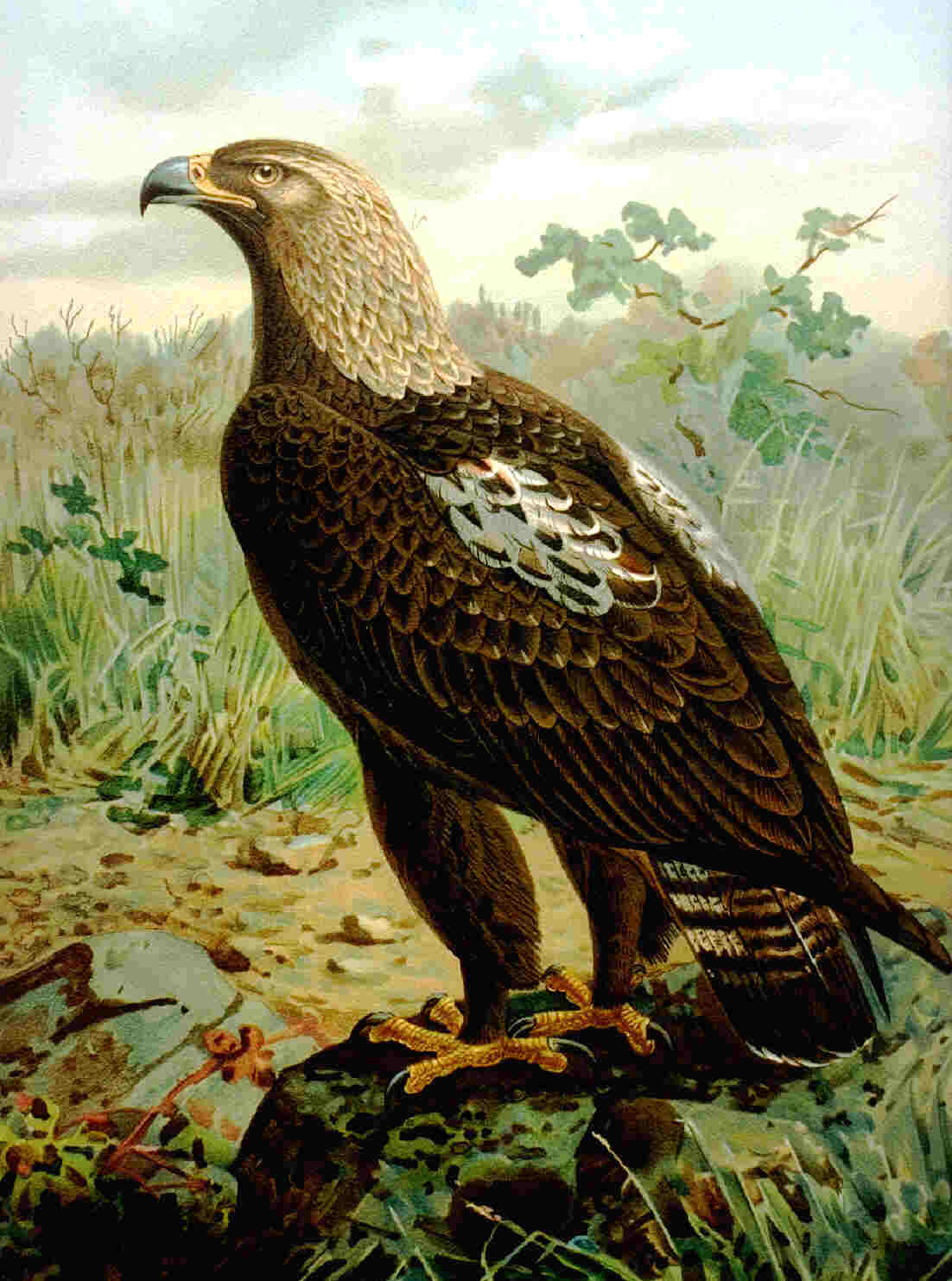
Aquila heliaca Naumann, Naturgeschichte der Vögel Mitteleuropas